# Палата представників Нової Зеландії
Палата представників Нової Зеландії (англ. The New Zealand House of Representatives) — частина Парламенту Нової Зеландії поряд із Сувереном (представлений генерал-губернатором). Палата приймає всі закони, надає міністрам можливість сформувати кабінет і контролює роботу уряду. Вона також відповідає за прийняття державних бюджетів і затвердження державних видатків.
Палата представників є демократично виборним органом, що складається з представників, відомих як члени парламенту (депутати). Зазвичай їх всього 120 депутатів, хоча це число може бути більше, якщо з'являються додаткові місця. Депутати обираються зазвичай кожні три роки за змішаною системою голосування на округах та за партійними списками; 71 депутат обирається безпосередньо на виборчих дільницях, решта місць заповнюється по списках на підставі частки кожної партії після голосування. Уряд формується з партії або коаліції більшості депутатів. Якщо більшість неможлива, тоді можливо сформувати уряд меншості з домовленістю про довіру й підтримку. Якщо уряд не може підтримати довіру до Палати, можуть бути призначені дострокові загальні вибори.
Палата представників створена Конституційним законом Нової Зеландії 1852 року, законом британського парламенту, згідно з яким створюється двопалатний законодавчий орган, однак верхня палата, Законодавча рада, була скасована в 1950 році. Парламент отримав повний контроль над всіма справами Нової Зеландії з прийняттям у 1947 році Закону про прийняття Вестмінстерського статуту. Палата представників розміщена в будівлі Парламенту в столиці Веллінгтоні. Засідання Палати зазвичай відкриті для публіки, проте Палата може в будь-який момент проголосувати за проведення засідання у закритому виді. Слухання транслюються через Parliament TV, AM Network та Parliament Today.